# Ca l'Adroher (Sant Pol de Mar)
Ca l'Adroher és un edifici de Sant Pol de Mar (Maresme) inclòs a l'Inventari del Patrimoni Arquitectònic de Catalunya.

## Descripció
Es tracta d'una casa situada en un punt elevat de Sant Pol, al c/ Manzanillo, format per una sola façana de cases nobles que separa aquestes dels jardins davanters respectius. Cal Adroher té quatre façanes, les dues laterals voltades de cases sense estar adossades. És de planta baixa aproximadament quadrada, dos pisos i coberta plana de rajola sobre la qual hi ha una torreta. Els angles de les façanes són perfilats amb carreus de pedra igual que els marcs i ampits de les finestres i balcons. A la llinda de pedra del portal de la façana principal hi ha la data inscrita de 1875. Sobre aquest portal hi ha un gran balcó llarg de tres obertures que domina el conjunt de la façana, d'inspiració neoclàssica per l'ordre, les proporcions i la moderació ornamental. La façana posterior, que dona a una eixida, té una curiosa torreta de guaita en un angle del segon pis. El jardí davanter es caracteritza per dues grans palmeres.